# Birkdale (Nouvelle-Zélande)
Pour le village en Angleterre, voir Birkdale.

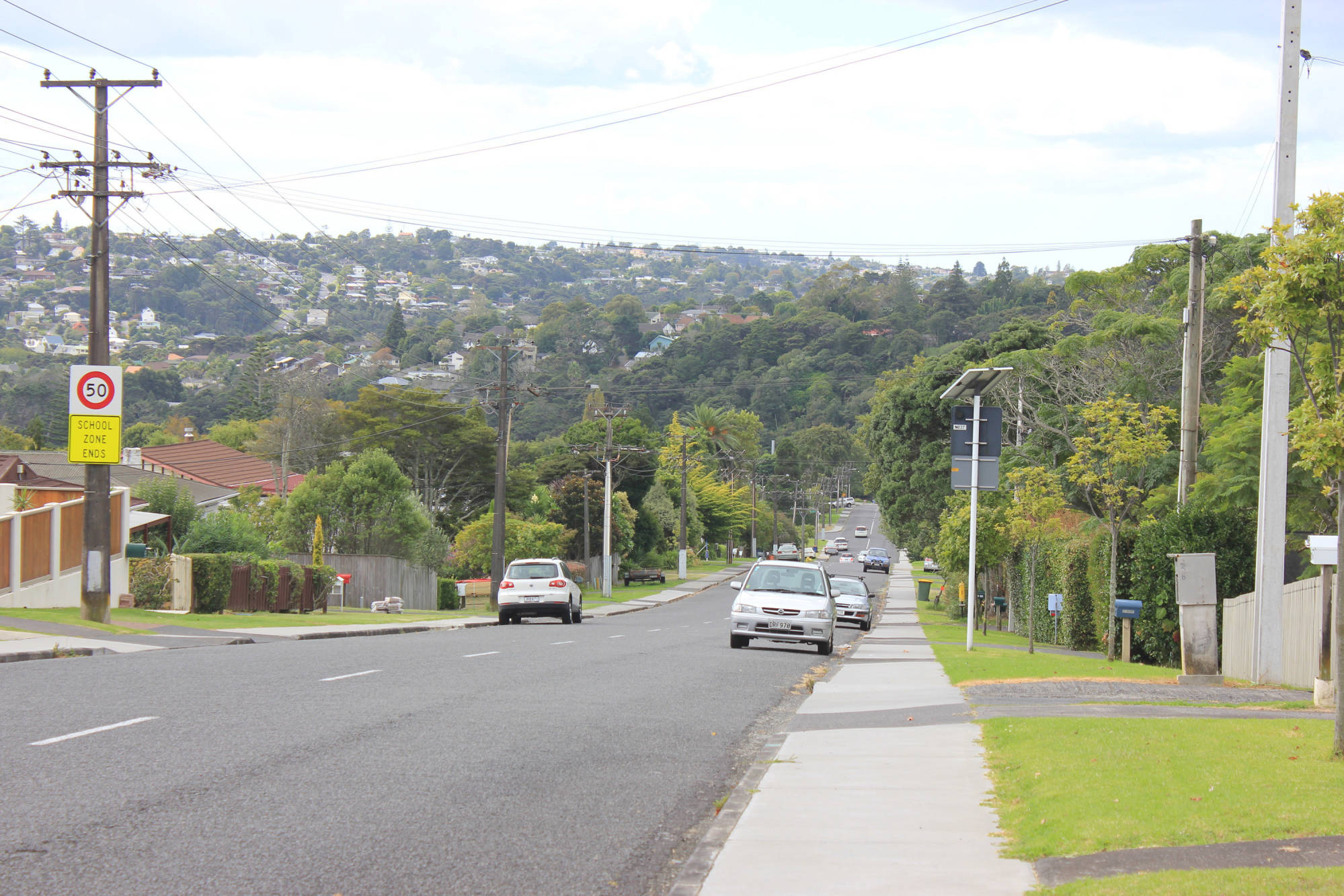
Route de Salisbury à Birkdale en 2016

Birkdale  est une banlieue de la cité d’Auckland, située dans l’île du Nord de la Nouvelle-Zélande.

## Population
En comprenant la zone statistique de 'Birkdale North' et de 'Birkdale South', la population était de 7 179 habitants lors du recensement de 2013 en Nouvelle-Zélande, en augmentation de 381 résidents par rapport à celui de 2006.

## Gouvernance
La banlieue est localisée dans le secteur de la ville de North Shore, mais sous la gouvernance du Conseil d’Auckland.

## Éducation
- Le  Birkenhead College est une école secondaire (allant de l’année 9 à 13) avec un taux de décile de 6 et un effectif de 869 élèves [2]. L’école de  Birkdale College   a ouvert en 1972 [3].
- ‘Birkdale Intermediate’ est une école intermédiaire (années 7 à 8) avec un taux de décile de 6 et un effectif de 457 élèves [4].
- Birkdale North School  et  Birkdale Primary School sont des écoles contribuant au primaire (allant de l’année 1 à 6) avec un taux de décile de 4 et 5 et un effectif respectivement de 142 élèves [5] et de 278 élèves [6].

Birkdale Primary fut fondée en 1894 .
Toutes ces écoles sont mixtes.